# 赛博朋克2077
《赛博朋克2077》是一款由CD Projekt开发并於2020年12月10日发行的動作角色扮演游戏。本作採用了桌上遊戲《赛博朋克2020》的世界觀與規則設計，背景為2077年美国加利福尼亚州的赛博朋克風格反乌托邦式城市“夜之城”，玩家在这一开放世界中扮演名为“V”的僱傭兵。
游戏最早在2012年以預告片形式公布，2018年3月21日开发商CD Projekt Red宣布在弗罗茨瓦夫开启一新的工作室协助游戏开发。在2019年E3电子娱乐展上宣布《赛博朋克2077》将于2020年4月16日发售，稍后公佈游戏将登陆Google Stadia雲端遊戲平台。2020年1月16日开发商CD Projekt RED宣布将游戏发行时间推迟到了2020年9月17日，2020年6月18日宣布延後至11月19日，2020年10月28日宣布再度延期至12月10日。
《赛博朋克2077》在发售后，雖然在藝術性與遊戲樂趣方面皆获得了評論媒體的普遍好评，但在遊戲一再延期后在主机平台的画面與流暢度仍然表现令人失望，且Windows客户端上仍存在大量的遊戲故障，使遊戲受到玩家大量抨擊。
2020年12月18日，Playstation官方宣布針對數位版的無條件退款，並將遊戲自PlayStation Store下架。隨後Xbox和Steam官方亦採行了同一退款機制，CD Projekt也強調還將會持續以更新方式完善。PS4版《赛博朋克2077》於2021年6月21日重新在PlayStation Store上架，同時宣佈已購買PS4版的玩家可免費升級至於預定2021下半年推出的PS5版，但PS5版此后再度顺延至2022年。《赛博朋克2077》 PS4版也是首個官方「不建議將此購買項目用於 PS4 系統」的PS4遊戲，並建議玩家於PS4 Pro及 PS5 系統以獲得最佳遊戲體驗。
CD Projekt在之後幾年時間注力于修復本遊戲中的小故障，並多次推出補丁以改善遊戲畫面及流暢度，希望能挽回遊戲整體的評價。同時他們亦與製作公司TRIGGER及Netflix合製衍生动画《赛博浪客》，於2022年播出。其後CDPR在2023年9月推出了游戏的大型補丁2.0與本作唯一一個资料片《往日之影》（Phantom Liberty），在PC、PS5、Xbox Series X/S平台上发布。

## 游戏玩法
《赛博朋克2077》是一款第一人稱視角角色扮演遊戲。玩家扮演成為“V”的可客製化角色。遊戲設定在加利福尼亞州的開放世界大都會夜之城（Night City）。本作具有非英語角色，不懂該語言的玩家可以藉由裝備翻譯植入物以加深對他們的理解，翻譯品質會因不同的植入物而有所差異，越昂貴的植入物越能提供準確的翻譯。“超梦”（Braindance）是一種將感官刺激以電子訊號的方式直接傳入配戴者的大腦的設備，讓玩家體驗他人錄製的情緒、大腦活動和身體活動，效果如同親身經歷一般。遊戲會根據玩家的選擇而有不同的結局。CD Projekt 最初宣布推出多人模式，但後來決定將重點放在單人遊戲。多人模式預計於2021年或更晚上巿，最終於2022年12月取消。

## 登場人物

### 主角
V
配音：Gavin Drea（男性）/Cherami Leigh（女性）（EN）；小林親弘（男性）/清水理沙（女性）（日本）；劉以嘉（男性）/張琦（女性）（中國大陸）
本作的主角。本名文森特（Vincent，男）或者華娜莉（Valerie，女）。設定中唯一固定的是20多歲的青年傭兵。性別、外貌與出身（游牧民、街头小子、公司员工）由玩家決定。出身將會決定序章劇情以及V在遊戲中與人對話時的額外選項。
強尼·銀手
配音：基努·里维斯（EN）；森川智之（日本）；劉照坤（中國大陸）
本名羅伯特·約翰·林德（Robert John Linder）。戰爭老兵，為活躍於21世紀20年代的搖滾樂團「武侍」（Samurai）的主唱，同時也是個反抗公司干預國家的革命家。極富個人魅力但卻缺乏理性、極其衝動且私生活糜爛。在2023年執行一次對荒坂公司的攻擊行動時死亡，然而該行動間接結束了第四次公司戰爭。因為該次攻擊導致大量平民傷亡，事後被歷史定性為恐怖分子。遊戲中，強尼只會出現在V的視野中，且玩家在某些章節以該角色视角行动。V和強尼的互動直接決定主線遊戲結局。
原為賽博朋克2020的主要角色之一。

### NPC

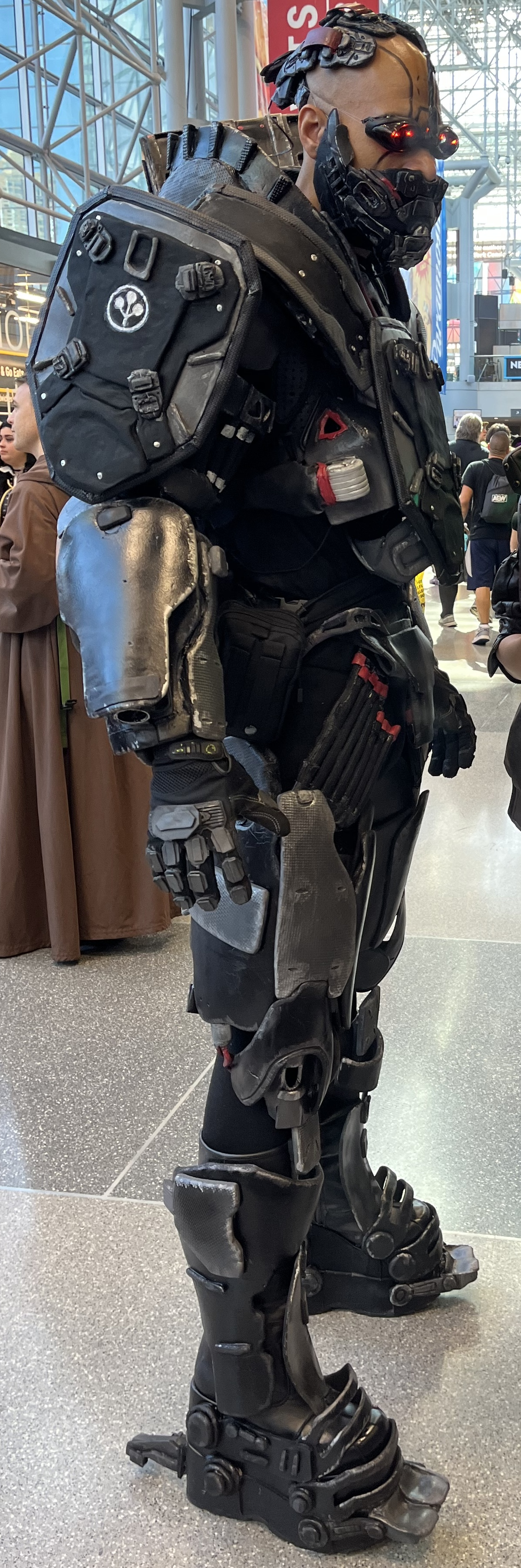
亚当·重锤扮装者

傑克·威爾斯 
配音：Jason Hightower（EN）；上田燿司（日本）；彭博（中國大陸）
V的搭檔與好友，前「瓦倫蒂諾幫」成員，現為傭兵，有著遠大的理想抱負。在與V一同竊取Relic的任務中，因失血過多而死。
大河·瓦德
配音：Robbie Daymond（EN）；山下大毅（日本）；蘇鑫（中國大陸）
夜城警察局（NCPD）偵探，為人善良且富有正義感，而與腐敗的同僚格格不入。
茱蒂·艾法瑞茲
配音：Carla Tassara（EN）；喜多村英梨（日本）；嚴麗禎（中國大陸）
「茉刺盟」邊緣成員，夜城最專業的幻智之舞（brain dance）剪輯師。富有同情心以及正義感，與艾芙琳關係曖昧。
帕娜·琶爾莫
配音：Emily Woo Zeller（EN）；行成桃姬（日本）；穆雪婷（中國大陸）
原為遊牧民「阿德卡多族」女性成員。性情直率，因與首領意見不合而脫離家族到夜城打拼，為了生活成為傭兵，替若惡工作。
武村吾郎（Goro Takemura）
配音：神田瀧夢（EN）；小山剛志（日本）；黃驥（中國大陸）
荒坂三郎的保鑣，性格堅定，對公司非常忠誠。
德克斯特·德肖恩
配音：Michael Leon Wooley（EN）；大友龍三郎（日本）；海帆（中國大陸）
夜之城最著名的合事佬，通稱老德。兩年前突然銷聲匿跡，實際為人不如表面般「隨和」。派V和傑克去偷荒坂集團的「聖物」，在V偷到聖物並回來找他時，老德認為是V殺了三郎，並因此遭到荒坂和警方的追殺而大發雷霆，隨後因不想捲入其中，便趁V不備槍殺V，企圖將V的屍體交給荒坂集團以換得人身安全，但老德在交出V後，立刻就被武村射殺以滅口。
T-bug
配音：—（EN）；宮島依里（日本）；秦紫翼（中國大陸）
老道的竄網使，德科斯特的熟人，傑克和V的搭檔，在任務中負責為團隊穿針引線。於V和傑克偷聖物時協助兩位，但因賴宣下令封鎖飯店而被荒坂的竄網使發現，並被其通過網路線燒死。
凱瑞·歐達因
配音：Matt Yang King（EN）；濱田賢二（日本）；虞曉旭（中國大陸）
音樂家，強尼生前好友，曾在武侍乐队中擔任吉他手，之後單飛。
罗格
配音：Jane Perry（EN）；朴璐美（日本）；汪瀅瀅（中國大陸）
強尼的前女友之一。年輕時是職業傭兵，現在是頂尖傭兵夜店「來生」（Afterlife）的老闆，同時是夜城地位最高的合事佬。
米契·安德森
配音：Martin McDougall（EN）；中尾一貴（日本）；王宇航（中國大陸）
遊牧民「阿德卡多族」的成員，戰爭老兵，帕娜過去的同伴。
紹爾·布萊特
配音：Diarmaid Murtagh（EN）；中国卓郎（日本）；樊俊航（中國大陸）
遊牧民「阿德卡多族」的首領，經常與帕娜產生爭執。
荒坂華子（Hanako Arasaka）
配音：高橋有葉（EN）；森奈奈子（日本）；嚴藝楠（中國大陸）
荒坂三郎之女，荒坂賴宣之妹。荒坂集團核心人物之一。
迷霧·奧爾謝夫斯基
配音：Erica Lindbeck（EN）；寺依沙織（日本）；谢元真（中國大陸）
占卜師，「迷霧秘坊」店主，偶爾充當神機醫維克的護工。傑克的戀人。
德拉曼
配音：Samuel Barnett（EN）；喜山茂雄（日本）；孫曄（中國大陸）
夜城的計程車公司「德拉曼計程車」的人工智慧。
神父
配音：—（EN）；—（日本）；王肖兵（中國大陸）
海伍德區合事佬。本名塞巴斯蒂安·伊巴拉（Sebastian Ibarra）。和「瓦倫蒂諾幫」關係良好，和「六街帮」敵對。
艾特·康寧漢
配音：Alix Wilson Reagan（EN）；園崎未惠（日本）；张安琪（中國大陸）
強尼的前女友之一，夜城第一竄網使，噬魂者發明人，人類中的第一個「數位幽靈」。
维克多·威科特
配音：Michael Gregory（EN）；青山穣（日本）；符冲（中國大陸）
沃森區排名第一、經驗豐富的神機醫，拳擊愛好者。為人仗義，與V和傑克是好友。
安德斯·海爾曼
配音：Alec Newman（EN）；花轮英司（日本）；沈磊（中國大陸）
荒坂賴宣的前屬下，生物晶片聖物的開發者。
亞當·碎骨
配音：—（EN）；御園行洋（日本）；—（中國大陸）
夜城的傳奇人物，惡名昭彰的傭兵，行事粗暴兇惡，毫無人性。長期受僱於荒坂公司，並全面接受其義體改造（身體將近96%不是肉體）。2023年殺死強尼·銀手。
岡田和歌子（Wakako Okada）
配音：—（EN）；片貝薰（日本）；范楚絨（中國大陸）
西流區合事佬，有過五任丈夫。她的九個兒子都是「虎鉤眾」高層。
伊芙琳·帕克
配音：Kari Wahlgren（EN）；武田華（日本）；唐夙凌（中國大陸）
前「茉刺盟」成員，透過德克斯委託了V去偷取生物晶片的性愛玩偶。
荒坂賴宣（Yorinobu Arasaka）
配音：Hideo Kimura（EN）；白熊寬嗣（日本）；王小平（中國大陸）
荒坂三郎的么子，也是他唯一尚在世的兒子。身為荒坂公司繼承者的他有專門學習過經濟學與生物技術，一心想取代父親的位置。在V和傑克偷取「聖物」時，與父親起爭執，一氣之下便將其父活活掐死，隨後佯稱其父是被人下毒而死的，同時下令封鎖飯店，間接導致T-BUG被荒坂的竄網使發現並燒死，以及V和傑克行跡敗露，更順勢將其父親的死嫁禍給二人。
荒坂三郎（Saburo Arasaka）
配音：津嘉山正種（日本）
荒坂公司的CEO。極其長壽（2077年時158歲）。花了一輩子的時間讓荒坂公司成為世界級企業的商業強人。在與兒子賴宣爭吵後，被賴宣活活掐死。
該角色部分設定參考二戰期間日軍王牌飛行員坂井三郎（平假名：さかい さぶろう）。

## 剧情

### 设定
游戏故事发生地夜之城是美国北加州自由州的一个特大城市，由企业控制，不受国家和州法律的约束。这个城市的日常工作都依赖于机器人，比如垃圾收集、维护和公共交通。该城市无家可归的人很多，但这并不妨碍对穷人进行自己的身体改造，从而导致义体上瘾和随之而来的暴力。这些威胁由称为“暴恐机动队”的武装部队处理，而富人可以雇用创伤小组进行快速医疗服务。

### 情节
游戏从玩家为主角V选择以下三种出身之一开始：流浪者、街头小子与公司员工。这三个出身最终都会交于一处，玩家将认识傑克·威爾斯和T-bug并一起从事傭兵活动，进而在夜之城小有所成。
2077年，掮客（中间人）德克斯特·德肖恩雇佣了V和杰克潜入荒坂公司大楼以偷走荒坂公司的神秘生物芯片Relic，并让T-bug作为技术支持。但是当他们目睹了这一巨型企业的领导人荒坂三郎被他背信弃义的儿子荒坂赖宣杀害后，计划就失败了。赖宣声称自己的父亲被投毒并封锁了整栋大厦，V和杰克在逃出大厦时发生交火，杰克重伤且Relic的保护装置遭到严重破坏，V被迫将芯片插入自己的脑袋以保存。随后杰克伤势过重不幸死亡，T-bug也被荒坂的黑客杀害。
德肖恩对此事引起警察不必要的注意而感到愤怒，朝V的头部开了一枪，把V留在垃圾填埋场等死，不料V并没有死，在昏迷中体验了2023年的传奇摇滚歌手強尼·銀手的记忆，最终醒了过来。V随后从义体医生维克托处获悉，德肖恩的子弹触发了芯片上的纳米技术，修复了V的大脑损伤，但唤醒了强尼·银手的人格，他本应在2023年对荒坂塔的核攻击中失踪。考虑到芯片发生了不可逆转的过程，强尼·银手的记忆和个性将会在未来覆盖V的大脑，而芯片因为无法取出，V必须找到一种方法移除强尼·银手并活下来。
随着玩家在游戏进程中了解强尼的记忆，V了解到，在2023年，强尼的女友、网络黑客奥特·坎宁安创造了“灵魂杀手”，这是一种通过神经连接复制黑客大脑的人工智能。然而，这个过程会摧毁目标的大脑。荒坂绑架了奥特，并强迫她创建荒坂版本的灵魂杀手。强尼·银手为营救女友进行了救援，但荒坂已经对她使用了灵魂杀手。强尼·银手通过核攻击企图从荒坂的子网中解放奥特的意识，但荒坂俘虏了他，并在他身上也使用了灵魂杀手。到2077年，荒坂已变得足够熟练地使用灵魂杀手，从而开始公开宣传“保护您的灵魂”计划，并进行秘密研究，将一个思想的数字副本写入活人的大脑，从而产生了Relic，而荒坂将灵魂杀手获得的思想存储在其数字堡垒“神舆”中。
根据游戏中玩家的动作，V可以在不同结局分支之间进行选择。但无论如何，Relic对V身体的损害是不可逆的，V可以决定自杀，或决定对荒坂塔楼发起攻击，试图使用灵魂杀手将银手从其身上移出。攻击成功后，根据玩家的进一步决定，V可選擇保留自己的意识与身体，但具有不确定的预期寿命，或是参加实验性医疗计划以保留灵魂，亦可允许强尼·银手永久接管自己的身体，在最后一种情况下，使用V身体的强尼·银手向他的朋友表示敬意，然后离开夜城开始新的生活。

## 开发
《赛博朋克2077》早在2012年就宣布了项目的存在并于次年公布了首支概念预告片，但在那之后的5年里开发商 CD Projekt Red 并没有再披露本作的更多信息。直到开发组在2016年完成《巫师3：狂猎》的最终资料片《血与酒》后，《赛博朋克2077》才进入了前期制作阶段。此时大约有五十名员工参与开发。CD Projekt Red 后来投入了比《巫师3》更大的团队，并且着手升级 REDengine 3 以用于新作。CD Projekt Red 从波兰政府申请到了700万美元的资助，文件也证实了游戏使用REDengine 4游戏引擎。2017年6月，含有早期设计的数据被盗，黑客威胁向大众公布，但开发商拒绝了黑客的赎金要求。
据报道，《赛博朋克2077》的开发在2017年末达到了一个里程碑。2018年3月，公司在波兰弗罗茨瓦夫开设了一个新工作室来协助开发。团队咨询了设计桌面游戏《赛博朋克2020》的迈克·庞德史密斯。为《巫师3》 配乐的马尔钦·普日贝沃维奇担任本作的配乐工作。瑞典著名朋克乐队Refused受邀参与游戏音乐的制作，作为游戏内虚构的乐队“SAMURAI”演奏为其撰写的曲目。加拿大女歌手格莱姆斯将在游戏中扮演夜之城的名人“Lizzy Wizzy”。
2019年Chinajoy期间，CD Projekt Red高层在接受采访时表示包括配音在内的中文化内容是工作室有史以来最大规模的一次，由CD Projekt Red位于上海的中国分公司主要负责，有超过150人参与到本次游戏的中文化制作中，耗时将近8个月时间，录制了超过十万句台词。
2020年2月，CD Projekt RED确认购买了Xbox One版本的玩家可以直接免费获得Xbox Series X版本的游戏。稍后在6月，CD Projekt Red确定购买了PlayStation 4版本的玩家也可以免费获得PlayStation 5版本的游戏。
2020年10月，CD Projekt RED正式完成《赛博朋克2077》的全部开发工作，进行压盘与生产。
《赛博朋克2077》的畫質最高可开至超高+最高光追，它是支援光追的遊戲之一，亦代表支援Nvidia RTX和AMD RX6700XT, RX6800, RX6900/XT的光追。

## 营销及发行
《赛博朋克2077》于2012年5月公布。 2013年1月，首支游戏预告公布。预告片在当年获得了 FITC 奖中的人民选择最佳动画奖，Machinima Inside 游戏奖的最佳预告片奖以及金预告片奖的最佳电子游戏预告片奖的提名。官方于2013年确认游戏将登陆 Microsoft Windows 平台。游戏在北美将由华纳兄弟互动娱乐负责发行，而万代南梦宫娱乐将在欧洲的24个国家担任游戏的发行工作以及澳大利亚和新西兰地区的分销工作；游戏在台湾和香港的代理发行工作分别由世嘉和Epicsoft负责，而后者还负责游戏在东南亚地区的代理发行。游戏在波兰本地原先由2014年从CD Projekt分离出的发行公司CDP负责分销，但是在2020年4月该公司宣布倒闭，《赛博朋克2077》在波兰的销售由Cenega接手。
在2018年E3游戏展上于微软展前发布会上压轴公布了第二支预告片，稍后确认登陆PlayStation 4和 Xbox One平台；同时还公布了带有中文配音和中文字幕的预告片版本以及中文官方网站。2018年8月27日，官方釋出了此遊戲的實機遊玩影片，總長度48分鐘。2019年6月，在微软的E3游戏展前发布会上，在游戏中饰演Johnny Silverhand的著名演员基努·里维斯宣布游戏将于2020年4月16日发售。而在2020年1月16日，开发商CD Projekt RED在推特上发布了公告，提到游戏开发已基本完成，但仍需进行大量的打磨工作，故将游戏发行时间推迟到2020年9月17日。2020年6月18日，CD Projekt Red宣布游戏发售日再次延後至11月19日，原因是调整游戏内平衡问题和修复bug。10月28日，CD Projekt Red再次宣布游戏延期，将于2020年12月10日发售，原因是为了测试游戏在多平台上运行的品质。
2020年8月，CDPR中国在机核网络发布会Gfest上公布了有“女王盐”、“黑桐谷歌”以及“渗透之C菌”三位中国游戏主播参与的游戏内容，但由于这些主播的经历以及与网民产生过的冲突，令相当数量的中国大陆玩家反对和抵制。该事甚至受到了中国大陆官方媒体人民网的关注。稍后“渗透之C菌”宣布将解除本次合作。9月24日與數名台灣實況主合作推出獨家預售周邊。10月15日，在第四期《火线夜之城》网络直播节目中，CDPR宣布与保时捷与基努·里维斯自己的重型摩托厂牌亚奇合作，将在游戏中收录1977年款保时捷911 Turbo以及亚奇Method 143。
《赛博朋克2077》首發於Microsoft Windows、PlayStation 4、Xbox One和Google Stadia等平台，並在2021年提供對應Xbox Series X/S和PlayStation 5效能的版本更新。
在本作正式發行後，大量Xbox和PlayStation玩家投訴遊戲運行不良、漏洞太多，無法順利進行體驗。2020年12月14日，CDPR公告允許Xbox和PS玩家申請退款，但因CDPR和發行商協調不良，眾多玩家第一時間並無法順利退費。12月18日索尼互動娛樂宣布為了保障客戶滿意度自PlayStation Store下架遊戲（史上首度因遊戲品質遭PSN下架之第三方遊戲），已購買的數位版遊戲則可以無條件退款。之後Xbox官方亦選擇跟進對「數位版」遊戲的無條件退款，但未採取在Microsoft Store將商品下架的舉動。
《赛博朋克2077》发售首日，CD Projekt宣布游戏全平台预售已达800万份。并且发售首日即成功賺回了游戏的研發成本與行銷費用。根据Steam显示，发售首日最高峰时段有1,003,262位玩家同时在线，成为该平台同时在线人数最高的单机游戏。
2020年12月23日，CDPR发布公告称在剔除從官方Help Me Refund網頁送出的電子郵件退款申請數量後，该游戏已售出數量為1300万份。
2021年1月13日，CD PROJEKT RED联合创始人Marcin Iwiński为上世代主机玩家无法良好体验游戏做出致歉，并承诺发布免费的DLC、向后兼容次世代主机，预计2021年的下半年推出Xbox Series和PlayStation 5平台的免费次世代更新。
2023年9月26日，CDPR推出了新的DLC《赛博朋克2077：往日之影》，该DLC在多家游戏媒体获得了较高分数，并在Steam上获得了“好评如潮”的评价。同日更新遊戲2.0版本後，CDPR撤走遊戲絕大部分的開發人員負責其他專案，遊戲僅有17位開發人員負責維護工作。
2025年4月2日，在任天堂Switch 2发布会上，CDPR宣布包含《往日之影》的《赛博朋克2077终极版》将于2025年6月5日与任天堂Switch 2主机同步发售。

## 衍生作品
2019年8月1日，CDPR宣布将会推出《赛博朋克2077》的衍生版桌面游戏：《赛博朋克2077：来世》（Cyberpunk 2077: Afterlife），将由知名桌游设计师埃里克·兰负责设计并由CMON发行。2020年8月28日，CMON宣布埃里克·兰离职，专注于他的自由工作，但同时称埃里克·兰将继续参与《赛博朋克2077：来世》的开发。

### 網路動畫
《電馭叛客：邊緣行者》（日语：サイバーパンク エッジランナーズ）是一部2022年的日本賽博朋克動畫連續劇，該動畫由TRIGGER製作，是遊戲《電馭叛客2077》的衍生作品。2020年6月26日，网络直播节目《火线夜之城》的第一期中，首次公布了该动画剧集，該動畫由今石洋之担任导演、大塚雅彦担任副导演、吉成曜和金子雄人担任角色设计、若林广海担任创意总监、山岡晃担任配乐。该剧集共有10集，於2022年9月在Netflix首播。在上映后获得高度好评。

## 評價
| 汇总媒体   | 得分   | 得分   | 得分   |
| 汇总媒体   | PS4    | XOne   | PC     |
| ---------- | ------ | ------ | ------ |
| Metacritic | 56/100 | 61/100 | 85/100 |

| 媒体          | 得分   | 得分   | 得分   |
| 媒体          | PS4    | XOne   | PC     |
| ------------- | ------ | ------ | ------ |
| Game Informer | 不适用 | 不适用 | 9/10   |
| GamesRadar+   | 不适用 | 不适用 | 5/5    |
| GameSpot      | 不适用 | 不适用 | 7/10   |
| GameStar      | 不适用 | 不适用 | 91/100 |
| IGN           | 4/10   | 4/10   | 9/10   |
| Jeuxvideo.com | 7/20   | 7/20   | 17/20  |
| PC Gamer美国  | 不适用 | 不适用 | 78/100 |
| PC Games德國  | 不适用 | 不适用 | 10/10  |
| PCGamesN      | 不适用 | 不适用 | 9/10   |
| VG247         | 不适用 | 不适用 | [ 94 ] |

《赛博朋克2077》发售后，其PC版本获得了媒体的普遍好评，在整合媒体评分的Metacritic网站上以89份媒体评論获得平均85分（满分100分）的佳评。但PlayStation 4和Xbox One版本因为过差的画面與流暢度表现在玩家評價上十分慘澹，两个版本在Metacritic上的用户评价仅3.5和4.8分（满分10分）。此外在遊戲正式發售后，因Windows客户端中存在大量的遊戲故障而遭到玩家的諷刺與抨擊。

### 所獲獎項
| 年份 | 獎項         | 類別       | 獲提名           | 結果 | 來源          |
| ---- | ------------ | ---------- | ---------------- | ---- | ------------- |
| 2018 | 遊戲評論家獎 | 繪圖特別獎 | 《赛博朋克2077》 | 獲獎 | [ 97 ] [ 98 ] |
| 2018 | 遊戲評論家獎 | 創新特別獎 | 《赛博朋克2077》 | 獲獎 | [ 97 ] [ 98 ] |